# Zanclopera falcata
Zanclopera falcata là một loài bướm đêm trong họ Geometridae.